# Far Cry 5
(Joseph Seed)
Far Cry 5 è un videogioco d'azione-avventura sviluppato da Ubisoft Montreal e Ubisoft Toronto e pubblicato da Ubisoft. Il gioco è uscito per PlayStation 4, Xbox One e PC e Google Stadia il 27 marzo 2018. Il gioco è ambientato nella fittizia contea di Hope County in Montana e ruota attorno alla lotta di un Vice-sceriffo verso una setta fanatico-religiosa. È il settimo capitolo della serie (considerando, oltre i 6 episodi canonici, anche quelli senza numerazione, ossia Blood Dragon, Primal e New Dawn).

## Trama
A Hope County, desolata regione nelle valli del Montana, una setta estremista di stampo religioso di nome Eden's Gate si è insediata abusivamente nel territorio. Il loro capo, Joseph Seed, è un fervente sostenitore dell'apocalisse e si è auto-dichiarato il nuovo Messia di Hope County, incaricato da Dio di preparare i suoi discepoli all'imminente giorno del giudizio. Insieme ai suoi fratelli John, Jacob e Faith, governa la regione compiendo numerose ingiustizie e massacri ai danni dei cittadini di Hope County, troppo deboli per soverchiare il sempre maggiore numero di adepti e risorse della setta.
Il governo degli Stati Uniti, preoccupato per la crescente influenza del culto, emette un mandato di arresto per Joseph Seed, incaricando lo sceriffo federale Whitehorse di recarsi personalmente alla chiesa di Joseph, nel centro di Hope County, per arrestarlo. Il giocatore veste i panni di una recluta, incaricata di scortare lo sceriffo, il suo vice Hudson, il copilota Pratt e l'U.S. Marshal Burke. Dopo essere atterrati ai piedi del complesso, il gruppo raggiunge la chiesa del villaggio, dove Seed sta predicando l'ennesimo sermone sull'apocalisse. Il Padre si consegna spontaneamente, ma l'atteggiamento aggressivo e poco rispettoso di Burke aizza gli Edeniti, ovvero gli adepti di Eden's Gate, che si ribellano e tentano di liberare il proprio pastore dagli agenti. Il gruppo scorta Seed sull'elicottero, ma i cultisti si attaccano al velivolo facendolo schiantare nei boschi circostanti. Ripresosi dall'impatto, il protagonista scopre con orrore che la centralinista dello sceriffo lavora per Joseph Seed e ha tagliato ogni comunicazione con il mondo esterno. La recluta si ritrova ben presto inseguita dalla setta, ma riesce a sfuggirgli e si ricongiunge con Burke: i due tentano una fuga in auto, ma i soldati di Eden's Gate li inseguono e fanno cadere il loro veicolo nel fiume. Burke viene catturato dagli Edeniti, mentre il protagonista viene trascinato via da una misteriosa figura. 
L'uomo che ha salvato il protagonista è Dutch, un anziano residente di Hope County che vive in un bunker su un isolotto al centro della regione. Dopo aver aiutato Dutch a liberare la sua isola dagli Edeniti, il protagonista segue il suo consiglio e decide di unirsi ai cittadini superstiti di Hope County, per sconfiggere Eden's Gate, liberare lo sceriffo e i suoi agenti e riportare l'ordine e la pace nella regione. Nel corso dell'avventura, la recluta si sposterà in varie regioni di Hope County, ognuna comandata da un fratello di Joseph, e le indebolirà progressivamente dal giogo della setta fino a prenderne il controllo e a sconfiggerne i capi.
Dopo aver ucciso tutti i fratelli di Joseph e dopo aver liberato Whitehorse e i suoi sottoposti (ad eccezione di Burke, che verrà ucciso nel corso del gioco da Faith Seed), il gruppo organizza l'assalto finale al complesso di Joseph Seed, che si rivela tuttavia una trappola. Joseph, che ha precedentemente catturato gli alleati del protagonista, lo invita ad andarsene insieme ai suoi colleghi e a non tornare mai più, promettendo di non fare del male a nessuno. Al giocatore viene posta la scelta di accettare o meno questa proposta: il gioco prevede un finale apposito per entrambe le scelte.
Se la recluta sceglie di accettare la proposta di Joseph, lui e i suoi colleghi si allontaneranno dal complesso senza essere attaccati dagli Edeniti. Lo sceriffo Whitehorse in realtà è già pronto ad allertare la Guardia Nazionale per tornare da Seed con l'esercito. Tuttavia, dopo aver acceso la radio dell'auto per chiamare aiuto, il dispositivo trasmette Only You, canzone con la quale Jacob Seed aveva in precedenza fatto il lavaggio del cervello al protagonista, inducendolo in uno stato incontrollabile di furia omicidia. Il gioco si chiude con il protagonista che fissa il proprio sguardo su un confuso Whitehorse, presumibilmente un attimo prima di essere soggiogato dall'ipnosi e di ucciderlo insieme ai suoi colleghi.
Se invece la recluta sceglie di resistere, ingaggerà uno scontro con Seed in cui dovrà dapprima liberare i suoi compagni e alleati dagli effetti del Gaudio (una droga psichedelica con cui gli Edeniti soggiogavano i propri adepti) e in seguito scagliarsi contro il Padre, che uscirà sconfitto dal combattimento. Nel momento dell'arresto, tuttavia, un'enorme esplosione nucleare si staglierà all'orizzonte, confermando quelle che finora erano state solo le profezie deliranti di Joseph Seed. Il gruppo è quindi costretto ad una rocambolesca fuga al bunker di Dutch, mentre gli effetti del fungo radioattivo si propagano velocemente, polverizzando l'intera Hope County. Poco prima di arrivare al bunker, il veicolo ha un incidente a cui sopravvivono solo la recluta e Joseph Seed, che trascina il corpo esanime del protagonista all'interno del bunker. I due saranno costretti a passare i prossimi mesi, se non anni, in totale solitudine.
Esiste anche un terzo finale, sbloccabile nelle fasi iniziali del gioco: se il protagonista, quando gli verrà chiesto di ammanettare Seed, non farà nulla per 15 minuti indurrà lo sceriffo Whitehorse a lasciare perdere l'intera faccenda e ad andarsene dal complesso con tutta la sua squadra, non avendo le forze necessarie per contrastare il Padre. 

## Modalità di gioco
Simile ai suoi predecessori, Far Cry 5 è uno sparatutto in prima persona ambientato in una mappa open world che il giocatore può esplorare a piedi o con l'ausilio di veicoli. A differenza dei titoli precedenti dove il personaggio era fisso, in questa edizione si può creare il proprio personaggio (maschio o femmina) e modificare a piacimento il suo aspetto con vestiti e accessori. Il giocatore avrà una varietà di armi a distanza ed esplosive per combattere contro i nemici ed è stata aggiunta una gamma più ampia di armi da mischia per avere più variazione nel combattimento ravvicinato.
Il direttore creativo Dan Hay ha descritto il design della mappa open world come modellato sugli avamposti dei titoli precedenti della serie Far Cry. Questi avamposti rappresentano una piccola parte della mappa e sono occupati dalle forze nemicheː il giocatore è incaricato per liberare gli avamposti uccidendo o neutralizzando la presenza nemica. Il giocatore viene lasciato a sé nel mondo di gioco con poche direzioni, obiettivi e contesto; è necessario esplorare il mondo da soli. Il mondo di gioco risponderà anche alle azioni del giocatoreː ad esempio, i civili torneranno ad abitare in un'area dove il giocatore ha neutralizzato le forze nemiche e supporteranno (o diranno agli altri civili di supportare) le decisioni del giocatore.
Il gioco include anche un sistema di reclutamento, con il quale il giocatore può reclutare persone della contea per combattere al suo fianco, simile al ''Buddy'' di Far Cry 2 o al ''Guns for Hire'' in Far Cry 4. 
Il giocatore può anche domare gli animali selvatici. La fauna addomesticata aiuterà il giocatore in combattimento e seguirà i suoi ordini. Diversi animali avranno diversi schemi di combattimento. È stata introdotta anche la pesca, con una grande varietà di pesci pescabili. La campagna è giocabile sia da soli sia in coppia con un amico attraverso la modalità ''Friends for Hire''.
Il gioco include un editor di mappe gratuito chiamato Far Cry 5 Arcade. Esso permetterà ai giocatori di costruire e condividere piccole mappe con degli obiettivi per giocatore singolo, duo o co-op.  I giocatori potranno costruire le mappe con le risorse di Far Cry 5, Far Cry 4, Far Cry Primal, Watch Dogs, Assassin's Creed IV: Black Flag e Assassin's Creed: Unity. Seppur essendo una modalità di gioco separata dal gioco principale, essa è accessibile da dei cabinati arcade sparsi nella mappa di gioco.

## Personaggi
Il giocatore ricopre il ruolo di vice sceriffo noto come Rookie o Rook, ma che all'interno del gioco verrà sempre chiamato Vice, che fa parte della task force inviata per arrestare Joseph Seed. Quest'ultimo ha assunto il ruolo de il Padre e mantiene il controllo sulla contea con l'aiuto dei suoi fratelli, conosciuti come gli Araldiː Jacob, John e Faith. Gli abitanti di Hope County che si oppongono al governo di Seed includono una gamma di personaggi che si uniscono alla lotta con motivazioni che vanno dall'altruismo alla vendetta, al profitto e alla noia.

### Antagonisti
- John Seed: il più giovane dei fratelli Seed, si occupa di procurare risorse e adepti per il culto nella regione di Holland Valley in vista della catastrofe profetizzata da Joseph. È uno psicopatico con spiccate tendenze sadiche come dimostra la "purificazione" a cui sottopone i suoi prigionieri: dopo aver fatto loro confessare i peccati sotto tortura, John tatua i peccati sulla pelle dei malcapitati che rimuove poi scuoiandoli con un bisturi. È doppiato da Ruggero Andreozzi.
- Jacob Seed: il più anziano dei fratelli Seed e si occupa di addestrare militarmente gli adepti del culto nella regione delle Whitetail Mountains. È un ex tiratore scelto della forze speciali, reduce della Guerra del Golfo, dove uccise e cannibalizzò il suo compagno e migliore amico per sopravvivere. Per questo motivo l'unica cosa in cui crede è la sopravvivenza del più forte e pertanto ritiene necessario "sfoltire il bestiame" uccidendo coloro che non vogliono unirsi alla setta attraverso delle vere e proprie sfide di sopravvivenza. Ipnotizza le persone attraverso la canzone "Only you" che scatena una furia omicida nelle sue vittime. Inoltre addestra animali feroci (principalmente lupi) con un mix di musica e Gaudio rendendoli ancora più aggressivi e vengono chiamati "giudici". È doppiato da Gianluca Iacono.
- Faith Seed: sorella acquisita dei Seed. Faith era una ragazza tossicodipendente prima di incontrare Joseph ed entrare nell'Eden's Gate. Si occupa della produzione di "Gaudio", sostanza allucinogena impiegata dal culto per "ammansire" i seguaci inducendoli in uno stato di estasi, nella regione di Henbane River. È doppiata da Gea Riva.
- Joseph Seed: Il Padre, leader della setta e fondatore del progetto dell'Eden's Gate. Crede di aver parlato con Dio che lo avvertiva di una catastrofe imminente e di essere stato scelto per salvare la popolazione. È doppiato da Luca Ghignone.

### Alleati
- Mary May Fairgrave: l'attuale proprietaria del bar "The Spread Eagle" a Fall's End, desidera vendicarsi della famiglia Seed e dell'Eden's Gate per aver distrutto la sua famiglia e aver portato il padre al suicidio. È doppiata da Jolanda Granato.
- Nick Rye: è un pilota che vive a Holland Valley e ha una moglie, Kim Rye, in attesa del loro primo figlio. È il proprietario di Carmina, un idrovolante riportato da suo nonno alla fine della Seconda guerra mondiale e che lui si è premurato di modificare con una mitragliatrice a canne rotanti e bombe aeronautiche. È doppiato da Mattia Bressan.
- Pastore Jerome Jeffries: era un veterano della Guerra del Golfo e prete cattolico a Hope County da 15 anni. Incontrò e divenne amico di Joseph Seed, l'uomo che fondò il Progetto a Eden's Gate. Joseph convinse il gregge del pastore a lasciare la chiesa e seguire il suo culto. Vuole fermare il Padre ritenendolo un fanatico. È doppiato da Stefano Albertini.
- Grace Armstrong:  È un ex cecchino dell'esercito statunitense, dopo aver combattuto in Afghanistan torna a Hope County per fermare la setta. È doppiata da Stefania Patruno.
- Boomer: è un cane e i suoi proprietari originali furono assassinati dagli edeniti. Una nota di John Seed allegata alla sua gabbia dichiara che Boomer è "un campione". John ordinò ai suoi cultisti di trasportare Boomer a nord dal fratello maggiore Jacob, nella regione delle montagne del Whitetail per addestrarlo probabilmente come "giudice". Ha un'avversione naturale verso gli edeniti.
- Jess Black: i genitori di Jess erano spesso senza lavoro, quindi si muovevano molto e non ha avuto un'infanzia adeguata. Di conseguenza, i problemi la trovarono presto: scazzottate nei corridoi della scuola, graffiti a tarda notte, spaccio di droga, piccoli furti e persino un incendio sulla macchina del preside. Una notte, mentre lei e la sua famiglia stavano dormendo, uno scagnozzo dell'Eden's Gate chiamato Il Cuoco irruppe in casa loro e li rapì. Il Cuoco li torturò implacabilmente prima di uccidere finalmente i genitori di Jess di fronte a lei, ma lei riuscì a fuggire. È la nipote di Dutch. È doppiata da Martina Tamburello
- Cheeseburger: è un orso grizzly che è stato trovato come cucciolo in un cassonetto dietro al The Grill Streak, un ristorante di Hope County, intento a mangiare avanzi di panini. Era stato lasciato a badare a sé stesso dopo che sua madre fu uccisa da dei bracconieri. Wade Fowler lo trovò e lo riportò alla F.A.N.G. Center, un santuario degli animali, dove è stato allevato.
- Hurk Drubman Jr.: questo personaggio era già apparso nei precedenti capitoli (Far Cry 3, Far Cry 4, Far Cry Primal), finalmente tornato a casa negli USA, Hurk si unisce alla resistenza per scacciare la setta. È doppiato da Luca Sandri.
- Adelaide Drubman: è una pilota di elicotteri, sposò un uomo più ricco e benestante, Hurk Drubman Sr, quando aveva circa vent'anni. Dopo pochi anni nacque il loro figlio Hurk Jr. Successivamente Hurk Sr. iniziò a spostarsi verso altri interessi. Mentre padre e figlio andavano a caccia, Adelaide rimase a casa a gestire le proprietà di Hurk Sr. non retribuita, naturalmente. Dopo un decennio di indifferenza e infedeltà da parte del marito, Adelaide ha chiesto il divorzio. È doppiata da Elda Olivieri.
- Puccettina: è un puma cresciuto in cattività, ma alcuni dicevano che la rendeva un predatore più violento di qualsiasi altro puma selvatico, specialmente dopo essere stato curato dalla signorina Mable, la più anziana, irritabile, acida vecchia signora di Hope County.
- Sharky Boshaw: è un piromane. Il suo agente per la libertà vigilata lo definisce un piromane seriale, ma lui preferirebbe il termine "appassionato di fuoco". Distrusse il parco roulotte della sua famiglia, costringendolo a chiudere. La Setta ha provato a invitarlo a unirsi a loro e percorrere il cammino verso una vita migliore. Quando ha scoperto che una vita migliore comportava torture e lavaggio del cervello, Sharky ha deciso di combattere il culto. È doppiato da Edoardo Lomazzi.
- Eli Palmer: è il capo della Milizia dei Whitetail, la resistenza locale, ed è in guerra con i cultisti di Jacob Seed nella regione delle montagne Whitetail. Anni prima degli eventi del gioco, Eli ha lavorato sia nella costruzione che nell'ingegneria, ed è stato impiegato da Jacob e ha aiutato la famiglia Seed a costruire i loro bunker. Verrà ucciso dal protagonista durante la storia dopo che quest'ultimo è stato catturato e ipnotizzato da Jacob. È doppiato da Federico Danti.
- Richard "Dutch" Roosevelt: è un survivalista solitario che vive in un bunker nella sua isoletta. Proprio come nel Progetto del culto anche lui si sta preparando per la fine del mondo. È il primo membro della Resistenza con cui si entra in contatto e che ci aiuterà a distanza fino alla fine del gioco. È lo zio di Jess Black. È doppiato da Raffaele Fallica.
- Virgil Minkler: è il leader degli Hope County Cougars. È un politico locale che a seguito del rapimento del figlio ad opera della setta decide di unirsi alla resistenza. Conduce insieme allo Sceriffo il carcere di Hope County, che, dopo averlo sottratto agli edeniti, è stato convertito in un rifugio per le vittime della setta e un centro di organizzazione della Resistenza. È doppiato da Riccardo Peroni.
- Joey Hudson: è uno dei Vice dello Sceriffo di Hope County inviato con gli U.S. Marshals ad arrestare Joseph Seed. Dopo l'incidente con l'elicottero all'inizio del gioco viene affidata a John Seed e rinchiusa nel suo bunker. È doppiata da Cristiana Rossi.
- Stacy Pratt: è uno dei Vice dello Sceriffo di Hope County inviato con gli U.S. Marshals per arrestare Joseph Seed. Dopo l'incidente con l'elicottero all'inizio del gioco viene affidato a Jacob Seed e rinchiuso nel suo bunker. È doppiato da Luca Appetiti.
- Cameron Burke: è un marshal e un agente federale inviato alla contea di Hope per arrestare Joseph Seed, dopo l'incidente con l'elicottero all'inizio del gioco è l'unico dei federali che riesce a scappare insieme al protagonista, ma dopo l'ulteriore incidente sul ponte viene catturato e affidato a Faith Seed. È doppiato da Pino Pirovano.
- Sceriffo Earl Whitehorse: è il più alto ufficiale delle forze dell'ordine di Hope County e sta accompagnando Cameron Burke con i suoi vice ad arrestare Joseph Seed, il capo del progetto Eden's Gate, dopo l'incidente con l'elicottero all'inizio del gioco lo sceriffo viene catturato da Faith ma riesce a scappare e a tornare alla prigione di Hope County per aiutare Virgil e la resistenza. È doppiato da Domenico Brioschi.
- Larry Parker: è uno scienziato pazzo che vive nella regione della Holland Valley ad Hope County. È doppiato da Claudio Ridolfo.
- Hurk Drubman Sr.: è il padre di Hurk Jr. Voleva diventare un politico a Hope County, ma quando scoprì che l'Eden's Gate non voleva votare per lui, iniziò a combatterli. È doppiato da Oliviero Corbetta.

## Sviluppo
Il gioco è stato sviluppato da Ubisoft Montreal, con Ubisoft Toronto. Dan Hay, che è stato il produttore principale di Far Cry 3, è stato il direttore principale, con la sceneggiatura scritta da Drew Holmes, che ha precedentemente lavorato a BioShock Infinite e al suo contenuto scaricabile.Il gioco continuerà ad usare il Dunia Engine, una versione modificata del CryEngine che la serie Far Cry ha usato per diversi suoi titoli.Il team ha scelto il Montana come scenario del gioco perché si trova in uno stato sulla frontiera degli Stati Uniti. Per creare un ambiente di gioco realistico il team di sviluppo ha visitato il Montana per 14 giorni per raccogliere informazioni riguardanti i suoi biomi, l'ambiente e la natura della gente del posto. Lo stesso team di sviluppo aveva fatto una ricerca simile in Nepal per Far Cry 4. Poiché il team non era soddisfatto di avere solo un antagonista principale in ogni partita, il cast degli antagonisti è stato notevolmente ampliato.

### Sceneggiatura
L'ambientazione e il tono del gioco hanno origine dal separatismo. Secondo Hay, quando lui era giovane spesso si sentiva in pericolo a causa delle due superpotenze durante la Guerra Fredda. Questo si è manifestato nel ventunesimo secolo sotto forma di attacchi terroristici come quelli dell'11 settembre e i problemi finanziari come la crisi dei mutui subprime. Infine il concetto di 'villaggio globale' ha iniziato a collassare, il che definisce il tema del gioco e ha spinto il team a scrivere una storia che presenta il culto del giorno del giudizio come principale antagonista del gioco. Dan Hay ha iniziato a scrivere la sceneggiatura nel 2014. Per creare una storia memorabile, i personaggi del gioco sono stati progettati in modo che possano avere opinioni e ideologie diverse su eventi importanti. Nonostante il tema poco trattato, il team di sviluppo voleva assicurarsi che il gioco fosse ancora divertente da giocareː sono stati implementati l'arsenale di armi e le possibilità di gioco sono illimitate per i giocatori.

### Colonna sonora
Alcune musiche del gioco sono state scritte e composte da Dan Romer. Secondo il direttore audio Tony Gronick, il team desiderava avere una musica di sottofondo nella maggior parte delle zone del mondo di gioco, a patto che esse dovessero riflettere la natura della zona, in modo che il giocatore possa sperimentare il messaggio che la zona volesse mandare. Per fare questo, sono state creati degli inni stile gospel ma con testi che descrivono la fine del mondo. Inoltre, avendo esteso il numero di antagonisti, lo stile di musica cambia quando si cambiano zone dominate da diversi antagonisti. Si passa dal country al glam rock alla musica industriale, rappresentando il modo in cui gli inni di ''Padre Seed'' evolvono sotto le preferenze di ciascun araldo. Il gioco usa anche della musica con licenza quando il giocatore guida dei veicoli, con un genere musicale simile all'area in cui ci si trova.

## Espansioni

### Ore di Tenebra
Il 5 giugno 2018 è stato pubblicato il primo DLC di Far Cry 5 ''Ore di Tenebra'' ambientato in Vietnam nella guerra contro gli Stati Uniti, nel gioco si vestono i panni di Wendell “Red” Redler, un veterano conosciuto in Far Cry 5.

### A Spasso su Marte
Il 17 luglio 2018 è uscito il secondo DLC di Far Cry 5 ''A Spasso su Marte'' in cui ci troviamo sul pianeta rosso Marte, vestendo i panni di Nick Rye, un pilota di aerei che si incontra nel gioco base. Nell'espansione si è in compagnia di un Hurk robotico.

### Dannati Luridi Zombie
Il 28 agosto 2018 è uscito il terzo ed ultimo DLC di Far Cry 5 "Dannati Luridi Zombie'' in cui bisogna combattere zombie in 7 livelli differenti, ognuno con una propria storia, che non sono altro che film del regista di Far Cry 5 Guy Marvel.

## Sequel
Far Cry New Dawn pubblicato nel febbraio del 2019 è invece uno spin-off stand-alone e sequel diretto di Far Cry 5 sviluppato da Ubisoft Montreal in collaborazione con Ubisoft Kiev, Ubisoft Bucharest e Ubisoft Shanghai.